# Miguel III de Constantinopla
Miguel III de Constantinopla, também chamado de Miguel III de Anquialo (em grego: Μιχαὴλ Γ´), foi o patriarca grego ortodoxo de Constantinopla entre janeiro de 1170 e março de 1178.

## Vida e obras
Miguel foi alçado à posição de patriarca pelo imperador bizantino Manuel I Comneno, o ápice de uma brilhante carreira intelectual e administrativa. Antes de se tornar patriarca, Miguel passou por diversos cargos importantes da hierarquia eclesiástica, incluindo as posições de referendarios, epi tou sakelliou, protekdikos e, no último, ele era o encarregado do tribunal que julgava os pedidos de asilo em Santa Sofia. A mais importante de todas as funções que exerceu antes do patriarcado foi a de filósofo chefe (em grego: ὕπατος τῶν φιλοσόφων; romaniz.: hýpatos tōn philosóphōn - "filósofo chefe"), um título que era reservado ao reitor da Universidade de Constantinopla entre os séculos XI e XIV. Nesta função, ele condenou os filósofos neoplatônicos e encorajou o estudo da obra de Aristóteles sobre as ciências naturais como antídoto.
Como patriarca, Miguel III continuou a lidar com a questão teológica da relação entre o Filho e o Pai na Santíssima Trindade iniciada por causa da interpretação que um tal Demétrio de Lampi (na Frígia) deu para João 14:29: "...pois o Pai é maior do que eu"' (em grego: ὁ Πατήρ μου μείζων μου ἐστίν). Miguel atuou como o principal porta-voz do imperador durante a controvérsia. Além disso, ele também encomendou uma revisão das leis eclesiásticas ortodoxas e dos decretos e leis a Teodoro Bálsamo, uma obra que ficou conhecida como "Escólio" (em grego: Σχόλια) por volta de 1170.
O patriarcado de Miguel foi marcado pelas tentativas do imperador Manuel de firmar uma união com a Igreja Católica. Continuando a já antiga política papal, Alexandre III exigiu que sua autoridade religiosa sobre todos os cristãos fosse reconhecida, mesmo sobre o imperador, algo que os bizantinos não estavam preparados para fazer. Manuel, por outro lado, queria um reconhecimento oficial de sua autoridade secular tanto sobre o oriente quanto sobre o ocidente, o que também não era aceito no ocidente.
Algumas das cartas de Miguel III com Manuel I sobreviveram, assim como seu discurso inaugural como hípato. Outros documentos, incluindo correspondências com o papa Alexandre III, foram atribuídas a ele, embora sejam provavelmente textos apócrifos do século XIII. Atribui-se também a Miguel III o patrocínio ao jovem Miguel Coniates, que compôs um encômio em sua homenagem e que ainda existe.